# Mýtne Ludany
Mýtne Ludany es un municipio del distrito de Levice en la región de Nitra, Eslovaquia, con una población estimada a final del año 2024 de 1018 habitantes.
Se encuentra ubicado al este de la región, cerca de los ríos Ipoly y Hron (ambos, afluentes izquierdos del Danubio) y de la frontera con la región de Banská Bystrica.

## Demografía
| Año        | 1994 | 2004    | 2014    | 2024    |
| ---------- | ---- | ------- | ------- | ------- |
| Población  | 917  | 903     | 987     | 1018    |
| Diferencia |      | −1,52 % | +9,30 % | +3,14 % |

| Año        | 2023 | 2024    |
| ---------- | ---- | ------- |
| Población  | 1003 | 1018    |
| Diferencia |      | +1,49 % |